# Vier Veren Waterval
Vier Veren Waterval (originele titel Four Feather Falls) is de derde poppentelevisieserie geproduceerd door Gerry Andersons bedrijf AP Films voor Granada Television. Het idee voor de serie kwam van Barry Gray. Gray, die vooral bekend is als componist van de muziek voor Andersons series, schreef ook de eerste aflevering.
De serie werd in Engeland uitgezonden in 1960, en bevatte 39 afleveringen van 15 minuten. In Nederland ging de serie in première op 24 juni 1961 onder de naam Vier Veren Waterval (in feite een letterlijke vertaling van de Engelse titel).

## Verhaal
De serie is een western en speelt zich af eind 19e eeuw, in de stad Four Feather Falls, Kansas. De serie draaide om Sheriff Tex Tucker, die na het redden van Makooya, de zoon van indianenhoofdman Kalamakooya, als beloning vier magische veren kreeg. Twee van deze veren maakten dat zijn pistool automatisch kon laden en schieten. De andere twee maakten dat zijn paard (Rocky) en hond (Dusty) konden spreken.

## Achtergrond
De serie werd gemaakt met een klein budget en kon zich derhalve niet de speciale effecten veroorloven waar veel van Andersons latere series bekend om zijn. De serie was de eerste waarin de door Andersons bedrijf bedachte supermarionation techniek werd toegepast. De term werd echter pas bedacht gedurende de productie van de erop volgende serie, Supercar.
De serie is na zijn originele run nooit meer herhaald in Engeland. In december 2004 werd bekendgemaakt dat de rechten voor de serie in handen waren van Network Video, die het plan had de serie op dvd uit te brengen in mei 2005. De serie is de enige supermarionation serie die nog niet op dvd is verschenen in Noord-Amerika.
Nadat de serie werd stopgezet werd Gerry Anderson benaderd door Lew Grade om meer supermarionationseries te maken voor Associated TeleVision (ATV).

## Medewerkers
Producer: Gerry Anderson
Stemacteurs:
- Nicholas Parsons - Sheriff Tex Tucker
- Denise Bryer - Ma Jones/Little Jake
- Kenneth Connor - Rocky/Dusty/Pedro
- David Graham - Grandpa Twink/Fernando

Barry Gray, die de serie had bedacht, componeerde de muziek voor de serie. Het bekendste muzieknummer uit de serie was "Four Feather Falls", gezongen in enkele afleveringen door stemacteur Michael Holliday in de stijl van Bing Crosby.

## Afleveringen
1. HOW IT ALL BEGAN
2. KIDNAPPED
3. PEDRO HAS A PLAN
4. PEDRO'S PARDON
5. SHERIFF FOR A DAY
6. INDIAN ATTACK
7. A CLOSE SHAVE
8. DUSTY BECOMES DEPUTY
9. GUN RUNNERS
10. TROUBLE IN YELLOW GULCH
11. FRAME-UP
12. GOLD DIGGERS
13. GOLD IS WHERE YOU FIND IT
14. TRAPPED
15. THE BEST LAID SCHEMES
16. ESCORT
17. THE TOUGHEST GUY IN THE WEST
18. GHOST OF A CHANCE
19. GUNPLAY
20. A LAWMAN RIDES ALONE
21. JAIL BREAK
22. A LITTLE BIT O'LUCK
23. LAND GRABBERS
24. ONCE A LAWMAN
25. ELECTION DAY
26. GUN FIGHT ON MAIN STREET
27. A BAD NAME
28. THE MA JONES STORY
29. HORSE THIEVES
30. BANDITS ABROAD
31. A CURE FOR EVERYTHING
32. TEETHING TROUBLES
33. BUFFALO ROCKY
34. SAFE AS HOUSES
35. HAPPY BIRTHDAY
36. FANCY SHOOTIN'
37. RIDE'EM COWBOY
38. AMBUSH